# Einar Larsson (politiker)
Kurt Einar Anders Larsson (Einar Larsson i Borrby), född 22 januari 1925 i Vallby i Kristianstads län, död 26 augusti 2018 i Skillinge, var en svensk politiker (centerpartist) och landshövding. Han var far till Elise Einarsdotter.  
Larsson var riksdagsledamot i andra kammaren från 1960–1970 och i enkammarriksdagen 1971–1985. Han var landshövding i hemlänet 1985–1989.
Einar Larsson gav ut två böcker på eget förlag: Russin ur min kaka (2004, Åbergs tryckeri AB) samt Russin ur min kaka II (2013, Åbergs tryckeri AB).